# جورج ستيبيتز
جورج ستيبيتز (بالإنجليزية: George Stibitz)‏ (30 أبريل 1904 - 31 يناير 1995) كان باحثًا في مختبرات بيل، ويعد من آباء الكمبيوتر الرقمي الأول الحديث، وكان معروفًا بعمله في 1930 و1940 بشأن تحقيق منطقية دوائر رقمية منطقية تستخدم المرحلات الكهروميكانيكية كعنصر تبديل. ولد ستيبيتز في يورك، بنسلفانيا. حصل على درجة البكالوريوس من جامعة دينيسون في جرانفيل، وشهادة الماجستير من كلية يونيون في عام 1927، ودرجة الدكتوراه. في الفيزياء الرياضية في عام 1930 من جامعة كورنيل.

## الحاسوب
في نوفمبر 1937 ، أكمل جورج ستيبيتز، الذي كان يعمل بعد ذلك في مختبرات بيل، آلة حاسبة تعتمد على الترحيل، أطلق عليها لاحقًا اسم «الموديل K»، والذي تم حسابه باستخدام إضافة ثنائية.
توجد نسخ طبق الأصل من «الموديل K» الآن في متحف تاريخ الكمبيوتر، ومؤسسة سميثسونيان، ومكتبة ويليام هوارد دواني في جامعة دينيسون والمتحف الأمريكي للكمبيوتر في بوزمان، مونتانا، حيث يتم منح جوائز جورج.
بعد ذلك، أجازت شركة مختبرات بيل برنامجًا بحثيًا كاملاً في عام 1938 مع ستيبيتز على رأس الدفة.
تمكّنت أجهزة الكمبيوتر الخاصة بأجهزتهم المعقدة، التي اكتملت في نوفمبر 1939، من إجراء الحسابات على الأعداد المركبة. في تظاهرة إلى مؤتمر الجمعية الأمريكية الرياضية في كلية دارتموث في سبتمبر 1940، استخدم ستيبيتز نموذجًا مُعَدَّلًا لإرسال الأوامر إلى الكمبيوتر الرقمي المركب في نيويورك عبر خطوط التلغراف.
كانت أول آلة حاسوب تستخدم من أي وقت مضى.

## أنشطة وقت الحرب وأجهزة كمبيوتر اللاحقة (مختبرات بيل)
بعد دخول الولايات المتحدة الحرب العالمية الثانية في ديسمبر عام 1941، أصبحت مختبرات بيل نشطة في تطوير أجهزة مكافحة الحرائق للجيش الأمريكي.
كان اختراع مختبر الأكثر شهرة هو (M-9 Gun Director)، وهو جهاز تمثيلي بارع أطلق نيران مضادة للطائرات بدقة غير معقولة. انتقل ستيبيتز إلى لجنة أبحاث الدفاع الوطني، وهي هيئة استشارية للحكومة، لكنه حافظ على علاقات وثيقة مع مختبرات بيل.
على مدى السنوات العديدة التالية، وبفضل توجيهاته، طور المختبر أجهزة الكمبيوتر باستمرار.
تم استخدام أول منهم لاختبار (M-9 Gun Director) نماذج لاحقة لديها قدرات أكثر تطورا.
كانت لديهم أسماء متخصصة، ولكن فيما بعد، أعادت تسمية مختبرات بيل تسمية "Model III","Model II"، إلى آخره، وتمت إعادة تسمية الكمبيوتر المركب رقم "Model I". جميع المرحلات الهاتفية المستخدمة للمنطق، تم الانتهاء من آخر هذه السلسلة، "Model V"، في عام 1946 وكان حاسوبًا قابلاً للبرمجة بالكامل للأغراض العامة، على الرغم من أن تقنية الترحيل الخاصة به جعلته أبطأ من أجهزة الكمبيوتر الإلكترونية بالكامل التي كانت تحت التطوير.

## أصل مصطلح «رقمي»
في أبريل 1942، حضر ستيبيتز اجتماعًا لفرع من مكتب البحث العلمي والتنمية (OSRD)، مكلف بتقييم المقترحات المختلفة لأجهزة مكافحة الحريق لاستخدامها ضد قوات المحور خلال الحرب العالمية الثانية. وأشار ستيبيتز أن المقترحات سقطت في فئتين رئيسيتين: «التناظرية» و «النبضية».
وفي مذكرة مكتوبة بعد الاجتماع، اقترح استخدام مصطلح «رقمي» بدلاً من «النبضية»، حيث رأى أن المصطلح الأخير لم يكن وصفًا كافيًا لطبيعة العمليات المعنية.
كان لكلمة «رقمي» في ذلك الوقت معنيَن مشتركين: الأصابع العشرة للأيدي والأرقام من 0 إلى 9. كانت الصفة «رقمية» قيد الاستخدام أيضًا، على الرغم من أنها لم تكن شائعة. على سبيل المثال، بين الأطباء، أشار الفحص «الرقمي» إلى استخدام إصبع الطبيب لجس جزء من الجسم.
كانت مذكرة ستيبيتز أول استخدام معروف لمصطلح «رقمي» للإشارة إلى الآلات الحاسبة.

## جوائز
جائزة (Harry H. Goode Memorial in 1965 (together with Konrad Zuse
جائزة IEEE Emanuel R. Piore , 1977
جائزة IEEE's Computer Pioneer , 1982
انتخاب للأكاديمية الوطنية للهندسة، 1981
الانتخاب في قاعة مشاهير المخترعين الوطنيين، 1985
حصل على 38 براءة اختراع، بالإضافة إلى تلك التي حصل عليها في مختبرات بيل. أصبح عضوا في هيئة التدريس في كلية دارتموث في عام 1964 لبناء الجسور بين حقول الحوسبة والطب، وتقاعد من البحوث في عام 1983.

## روابط خارجية
- جورج ستيبيتز على موقع الموسوعة البريطانية (الإنجليزية)